# Michael Joseph Delaney
Michael Joseph Delaney ist ein kanadischer Schauspieler.

## Leben
Delaney begann 2018 in drei Episoden der Fernsehserie Bizarre Murders mit dem Schauspiel. 2019 folgten Episodenrollen in den Fernsehserien Coroner – Fachgebiet Mord, In the Dark und Disasters at Sea. Im selben Jahr übernahm er außerdem die Rolle des Eli in dem Film Mutant Outcasts. Im Folgejahr war er als Episodendarsteller in den Fernsehserien Nurses und Murdoch Mysteries – Auf den Spuren mysteriöser Mordfälle sowie im Kurzfilm A Dog Cried Wolf zu sehen. 2021 wirkte er neben einer Episodenrolle in der Fernsehserie Titans auch in den Kurzfilmen Hunting Darkness und Slick Aces mit. In Hunting Darkness übernahm er die Rolle des Layne. Der Kurzfilm wurde am 1. Dezember 2021 auf dem Canada Shorts Film Festival uraufgeführt.

## Filmografie (Auswahl)
- 2018: Bizarre Murders (Fernsehserie, 3 Episoden, verschiedene Rollen)
- 2019: Coroner – Fachgebiet Mord (Coroner, Fernsehserie, Episode 1x01)
- 2019: In the Dark (Fernsehserie, Episode 1x09)
- 2019: Disasters at Sea (Fernsehserie, Episode 2x01)
- 2019: Mutant Outcasts (Enhanced)
- 2020: Nurses (Fernsehserie, Episode 1x09)
- 2020: Murdoch Mysteries – Auf den Spuren mysteriöser Mordfälle (Murdoch Mysteries, Fernsehserie, Episode 13x18)
- 2020: A Dog Cried Wolf (Kurzfilm)
- 2021: Titans (Fernsehserie, Episode 3x10)
- 2021: Hunting Darkness (Kurzfilm)
- 2021: Slick Aces (Kurzfilm)